# Stefan Boratyński
Stefan Boratyński (ur. 1915, zm. 27 lutego 2008) – polski dyplomata, wykładowca akademicki i publicysta, autor prac z zakresu prawa międzynarodowego i konstytucyjnego.
Uczestnik polskiej wojny obronnej września 1939 r., podczas okupacji niemieckiej wykładowca tajnego nauczania na Uniwersytecie Jagiellońskim.
Absolwent prawa na Uniwersytecie Warszawskim i Szkoły Nauk Politycznych przy UJ. Doktoryzował się na UJ. Był pracownikiem polskiej misji dyplomatycznej przy ONZ w Nowym Jorku, konsulatu RP w Chicago i ambasady w Waszyngtonie. Delegat polski do Komisji Rozjemczej w Panmudżonie. Wykładowca Szkoły Głównej Służby Zagranicznej, pracownik naukowy Polskiego Instytutu Spraw Międzynarodowych. 

## Wybrana bibliografia autorska
- ”Doktryny polityczne : problem celu państwa” (Warszawska Spółka Wydawnicza, Kraków, 1939 r.)[1]
- ”Dyplomacja okresu II wojny światowej. Konferencje międzynarodowe 1941 –1945” (Warszawa, 1957 r.)
- ”Procedura polityczna państwowa i międzynarodowa : o potrzebie szczegółowych badań” (Warszawa, 1939 r.)[1]
- ”Zagadnienie tzw. przymiotników wyborczych” (Sekcja Wydawnicza Koła Uczniów i Absolwentów Szkoły Nauk Politycznych, Kraków, 1939 r.)[1]